# Адам Лундгрен
Адам Райер Лундгрен (швед. Adam Reier Lundgren; рід. 15 лютого 1986, Гетеборг, Швеція) — шведський актор театру, телебачення та кіно. Найбільш відомий за ролями в телесеріалах «Ніколи не витирай сльози без рукавичок» (швед. Torka aldrig tårar utan handskar), «Блакитні очі» (швед. Blå Ögon), «Наш час настав» (швед. Vår tid är nu) та міні-серіалі «Чорнобиль».
У 2009—2012 роках Адам Лундгрен навчався в Академії музики і драми (швед. Högskolan för scen och musik vid Göteborgs universitet) в Гетеборзі. Хоча Адам був хокеїстом-юніором протягом багатьох років, він відмовився від своїх хокейних амбіцій на користь акторства. Головна роль у фільмі «Не лийте сльози» (швед. Känn ingen sorg) у 2013 році принесла йому нагороду «Висхідна зірка» на Стокгольмському міжнародному кінофестивалі.

## Фільмографія
- 2005 – Storm
- 2005 – Sandor slash Ida
- 2007 – Ciao Bella
- 2007 – Pirret
- 2007 – Linas kvällsbok
- 2008 – LOVE/My name is Love (short film)
- 2008 – Höök (TV series)
- 2008 – Oskyldigt dömd (TV series)
- 2009 – 183 dagar (TV series)
- 2009 – Maud och Leo
- 2009 – Främmande land
- 2010 – Olycksfågeln (TV film)
- 2010 – Fyra år till
- 2010 – Apflickorna
- 2011 – Irene Huss - Tystnadens cirkel
- 2011 – Anno 1790 (TV series)
- 2012 – Bitchkram
- 2012 – Don't Ever Wipe Tears Without Gloves (TV series)
- 2013 - Din barndom ska aldrig dö
- 2013 - Känn ingen sorg
- 2014 - Blå Ögon (TV series)
- 2017 - Наш час настав
- 2019 - Чорнобиль
- 2025 - Потворна зведена сестра

## Зовнішні посилання
- Адам Лундгрен на сайті IMDb (англ.)